# Starnin (gromada)
Starnin – dawna gromada, czyli najmniejsza jednostka podziału terytorialnego Polskiej Rzeczypospolitej Ludowej w latach 1954–1972.
Gromady, z gromadzkimi radami narodowymi (GRN) jako organami władzy najniższego stopnia na wsi, funkcjonowały od reformy reorganizującej administrację wiejską przeprowadzonej jesienią 1954 do momentu ich zniesienia z dniem 1 stycznia 1973, tym samym wypierając organizację gminną w latach 1954–1972.
Gromadę Starnin z siedzibą GRN w Starninie utworzono – jako jedną z 8759 gromad na obszarze Polski – w powiecie kołobrzeskim w woj. koszalińskim na mocy uchwały nr 43/54 WRN w Koszalinie z dnia 5 października 1954. W skład jednostki weszły obszary dotychczasowych gromad Starnin, Kinowo i Kiełpino ze zniesionej gminy Rymań w tymże powiecie. Dla gromady ustalono 11 członków gromadzkiej rady narodowej.
1 stycznia 1958 z gromady Starnin wyłączono: a) miejscowości Grąd, Kiełpino, Raciborów i Smokęcino, włączając je do gromady Brojce w powiecie gryfickim w woj. szczecińskim oraz b) wieś Kinowo, włączając ją do gromady Górawino w powiecie kołobrzeskim w woj. koszalińskim, po czym gromadę Starnin zniesiono, a jej (pozostały) obszar włączono do gromady Rymań w powiecie kołobrzeskim.